# Ras id-Dawwara
Ras id-Dawwara är en udde i republiken Malta. Den ligger i den sydvästra delen av landet.
Terrängen inåt land är huvudsakligen kuperad. Närmaste större samhälle är Birkirkara, 10,3 kilometer öster om Ras id-Dawwara. 
Trakten runt Ras id-Dawwara består till största delen av buskskog.